# Frozen (Madonna-dal)
A Frozen Madonna amerikai énekesnő 1998. január 23-án megjelent első kimásolt kislemeze hetedik, Ray of Light című stúdióalbumáról, melyet a Maverick és a Warner Bros. jelentetett meg. A dal megtalálható a GHV2, valamint a Celebration című válogatáslemezeken is. A dalt Madonna és Patrick Leonard írta, és William Orbittal együtt készítették. Közepes tempójú elektronikus ballada, mely egy hideg és érzelemmentes emberi lényt szólít meg.
A Frozen elismerést kapott a  zenekritikusoktól, akik közül néhányan kiemelkedőnek tartották az albumot, és remekműként írták le azt. A dal világsiker volt, és ez lett Madonna hatodik kislemeze, mely a második helyen végzett az amerikai Billboard Hot 100-as listán. A dal az Egyesült Királyság kislemezlistáján is az első helyen debütált, míg Finnországban, Görögországban, Magyarországon, Olaszországban, Skóciában, és Spanyolországban is első helyezést ért el, máshol pedig Top 5-ös sláger lett.
A dalhoz tartozó videóklipet Chris Cunningham rendezte, amelyet a Mojave-sivatagban forgattak 1998 januárjában. Madonna éteri, boszorkányszerű melankolikus személyként volt feltüntetve, aki madársereggé és fekete kutyává változik. A klip 1998-ban megkapta az MTV Video Music Awards díját a "Legjobb speciális effektusok" kategóriában. A Ray of Light című album népszerűsítése érdekében az énekesnő több alkalommal előadta a dalt, köztük az első világpremieren az olaszországi Sanremo Music Fesztiválon, és a Wetten dass...? című német műsorban is. Több Madonna-koncerten is elhangzott, valamint számos művész, többek között Talisman és Thy Disease is feldolgozta.
2021-ben elkészült a dal remixe DJ Sickick által, amely a TikTok videómegosztón vált sikeressé, majd megjelent hivatalosan is 2021. december 3-án. Négy hónappal később a remix további két feldolgozása jelent meg. Az elsőben a nigériai Fireboy DML, a második remixben pedig az amerikai rapper 070 Shake közreműködött. Mindkettőhöz készült klip. 2022 májusában végül megjelent a negyedik, és egyben az utolsó remix is, mely Sickick énekét is tartalmazza. A "Frozen of Fire"-t egy videóklip is követte.

## Előzmények és megjelenés

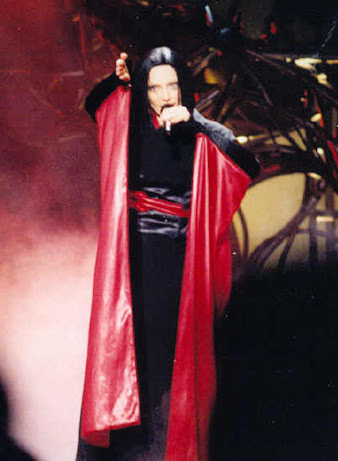
Madonna előadja a Frozen-t a Drowned World Tour-on 2001-ben.

Az 1990-es évek közepén és végén Madonna érettebb, és befelé fordulóbb lett, miután megszületett a kislánya, Lourdes. Elkezdett érdeklődni a keleti miszticizmus, és a Kabbala iránt, és főszerepet kapott az Evita című 1996-os musicalben. 1997 júniusában kezdett el dolgozni hetedik, Ray of Light című stúdióalbumán, melyre William Orbit, Patrick Leonard, Rick Nowels, és Babyface is írt dalokat. Az album tükrözte az énekesnő megváltozott életszemléletét. Carol Benson író szerint az album egy "mélyen spirituális tánclemez2 amely Madonna karrierjén, utazásain, és az évek során felvett számos identitáson alapul. Az anyaság érzelmileg megpuhította Madonnát, mely tükröződött a dalokban is. Ötletekről beszélt, és olyan szavakat használt, melyek mély és személyes gondolatokat jelentettek, nem pedig a szokásos táncparketti himnuszos dallamokat, melyeket komponált. Az énekesnő az anyaság hatására kezdte magát belülről nézni, mely egy nagy katalizátor volt számára. "Olyan kérdésekre kerestem a választ, melyeket még soha nem tettem fel magamnak" – mondta a Q magazinnak egy interjú során.
Madonna elsősorban William Orbittal dolgozott, miután Guy Oseary a Maverick kiadó partnere felhívta Orbitot, és javasolta neki, hogy küldjön néhány dalt az énekesnőnek. Orbit egy 13 sávos digitális hangszalagot (DAT) küldött Madonnának, és köztük volt a "Frozen" is. "Nagy rajongója voltam William korábbi lemezeinek. [...] Nagyon szerettem az összes remixét, amit nekem csinált, és érdekelt hogy egyfajta futurisztikus hangzást egyesítsek, és emellett indiai és marokkói hatást, és hasonlókat is felhasználjak., és azt akartam, hogy egyszerre szóljon régi és új" – mondta Madonna. Az énekesnő Bernardo Bertolucci 1990-es brit-olasz drámafilmjéből, a The Sheltering Sky-ból merített ihletet, amely egy párról szól, akik afrikai útjuk során megpróbálják megmenteni a házasságukat. Madonna több dalon is dolgozott együtt Williammel, és megkérte őt, hogy adjon hozzá valami igazán buja, és romantikus törzsi hangulatú dallamot. A megkomponált dalt végül DAT szalagra rögzítették, amely több mint 10 percesre sikeredett, mivel Madonna folyamatosan írt szövegeket a dalhoz.
A "Frozen" rossz minőségű demó felvételét a rajongók 1998. január 23-án szivárogtatták ki, miután a szingapúri rádióban debütált, és közzétették az interneten. Azt mondták, hogy tudják, hogy amit csinálnak, az helytelen, de remélték, hogy egyszerűen felkelti Madonna érdeklődését. A dalt az amerikai rádióban játszották, többek között a WKTU New York-i rádióban is. A Warner Bros. kiadó felkérte az amerikai Hanglemezkiadók Szövetségét (RIAA), hogy törölje a dal internetes letöltéseit, és kalózfelvételeket is. Erik Bradley, a Chicago B96 zenei igazgatója a "Frozen"-t az összetörés jelének minősítette. Nyilvánvaló, hogy az amerikai poprádiónak szüksége van Madonnára, miután lejátszotta a dalt a rádiójában. Jon Uren, a Warner Music Europe marketingigazgatója szerint a dalnak "fantasztikus" korai támogatása is volt Európa szerte, ahol a dalt ugyanazon a napon adták hozzá a rádióhoz, amikor a részlet kiszivárgott. Nem sokkal a kiszivárogtatás után a BBC közzé tette a dal remix változatát honlapján, illetve az 1998-as versace-i divat tavaszi felvonulását is hallani lehetett. Az Egyesült Királyságban a dalt CD kislemezen, valamint 12-es vinyl bakelit lemezen és kazettán, valamint kislemezen adták ki 1998. február 23-án. A dal hivatalosan 1998. február 19-én jelent meg a rádióállomásokon az Egyesült Államokban, és 1998. március 3-án jelent meg kereskedelmi forgalomban.

## Számlista és formátumok
| US 7-inch és CD single; Japán CD single 1. "Frozen" (LP version) – 6:10 2. "Shanti/Ashtangi" (LP version) – 4:29 US 12-inch vinyl és CD maxi-single 1. "Frozen" (LP version) – 6:10 2. "Frozen" (Stereo MC’s Remix) – 5:49 3. "Frozen" (extended club mix) – 11:21 4. "Frozen" (Meltdown Mix) – 8:13 UK CD single és japán CD maxi-single 1. "Frozen" (LP version) – 6:10 2. "Frozen" (Stereo MC’s Remix) – 5:45 3. "Frozen" (Meltdown Mix – long version) – 8:13 4. "Frozen" (extended club mix) – 11:17 5. "Frozen" (Widescreen Mix) – 6:36 Digitális kislemez 1. "Frozen" (LP version) – 6:10 2. "Frozen" (Stereo MC’s Remix) – 5:49 3. "Frozen" (extended club mix) – 11:21 4. "Frozen" (Meltdown Mix – long version) – 8:13 5. "Frozen" (Widescreen Mix) – 6:36 6. "Frozen" (edit) – 5:08 7. "Frozen" (Stereo MC’s Remix edit) – 4:53 8. "Frozen" (extended club mix edit) – 4:37 9. "Frozen" (William Orbit Drumapella) – 5:15 10. "Frozen" (Victor Calderone Drumapella) – 5:10 | Digitális letöltés / streaming – Sickick remix 1. "Frozen" (Sickick remix) – 2:00 Digitalis letöltés – Sickick & Fireboy DML remix 1. "Frozen" (Sickick & Fireboy DML remix) – 2:13 Streaming – Sickick & Fireboy DML remix 1. "Frozen" (Sickick & Fireboy DML remix) – 2:13 2. "Frozen" (Sickick remix) – 2:00 Digitális letöltés – Sickick & 070 Shake remix 1. "Frozen" (Sickick & 070 Shake remix) – 2:19 Streaming – Sickick & 070 Shake remix 1. "Frozen" (Sickick & 070 Shake remix) – 2:19 2. "Frozen" (Sickick remix) – 2:00 |

## Slágerlista
| Slágerlista (1998)                     | Legjobb helyezés |
| -------------------------------------- | ---------------- |
| Ausztrália (ARIA)                      | 5                |
| Ausztria (Ö3 Austria Top 40)           | 2                |
| Belgium (Ultratop 50 Flanders)         | 3                |
| Belgium (Ultratop 50 Wallonia)         | 2                |
| Kanada Top Singles (RPM)               | 2                |
| Kanada Adult Contemporary Tracks (RPM) | 3                |
| 17                                     |                  |
| Costa Rica (El Siglo de Torreón)       | 1                |
| Denmark (IFPI)                         | 4                |
| Europe (European Hot 100 Singles)      | 2                |
| Finnország (Singlet Top 20)            | 1                |
| Franciaország (Single Top 100)         | 2                |
| Németország (Media Control Charts)     | 2                |
| Greece (IFPI)                          | 1                |
| Honduras (El Siglo de Torreón)         | 1                |
| Hungary (Mahasz)                       | 1                |
| Iceland (Íslenski Listinn Topp 40)     | 11               |
| Írország (IRMA)                        | 4                |
| Italy (Musica e dischi)                | 1                |
| Hollandia (Top 40)                     | 2                |
| Hollandia (Single Top 100)             | 2                |
| Új-Zéland (Recorded Music NZ)          | 5                |
| Norvégia (VG-lista)                    | 2                |
| Skócia (Scottish Singles Top 40)       | 1                |
| Spain (AFYVE)                          | 1                |
| Svédország (Sverigetopplistan)         | 2                |
| Svájc (Schweizer Hitparade)            | 2                |
| Taiwan (IFPI)                          | 2                |
| Egyesült Királyság (UK Singles Chart)  | 1                |
| US Billboard Hot 100                   | 2                |
| US Adult Contemporary (Billboard)      | 8                |
| US Adult Top 40 (Billboard)            | 9                |
| US Hot Dance Club Songs (Billboard)    | 1                |
| 2                                      |                  |
| US Mainstream Top 40 (Billboard)       | 4                |
| US Rhythmic (Billboard)                | 15               |

| Slágerlista (2020) | Legjobb helyezés |
| 36                 |                  |
| ------------------ | ---------------- |

| Slágerlista (2021–2022)                   | Legjobb helyezés |
| ----------------------------------------- | ---------------- |
| France (SNEP)                             | 64               |
| Sweden Heatseeker (Sverigetopplistan)     | 8                |
| US Hot Dance/Electronic Songs (Billboard) | 10               |

| Slágerlista (1998)                 | Helyezés |
| ---------------------------------- | -------- |
| Australia (ARIA)                   | 44       |
| Austria (Ö3 Austria Top 40)        | 15       |
| Belgium (Ultratop 50 Flanders)     | 18       |
| Belgium (Ultratop 50 Wallonia)     | 15       |
| Canada Top Singles (RPM)           | 15       |
| Canada Adult Contemporary (RPM)    | 12       |
| Europe (European Hot 100 Singles)  | 5        |
| France (SNEP)                      | 15       |
| Germany (Official German Charts)   | 12       |
| Iceland (Íslenski Listinn Topp 40) | 54       |
| Netherlands (Dutch Top 40)         | 16       |
| Netherlands (Single Top 100)       | 14       |
| Norway Spring Period (VG-lista)    | 8        |
| Norway Winter Period (VG-lista)    | 6        |
| Sweden (Sverigetopplistan)         | 26       |
| Switzerland (Schweizer Hitparade)  | 6        |
| UK Singles (OCC)                   | 22       |
| US Billboard Hot 100               | 32       |
| US Dance Club Songs (Billboard)    | 5        |

## Megjelenések
| Rágió                     | Dátum             | Formátum                                      | Verzió            | Label(ek)       |        |
| ------------------------- | ----------------- | --------------------------------------------- | ----------------- | --------------- | ------ |
| Európai Unió              | 1998. január 23.  | Radio airplay                                 | Original          | Maverick Warner |        |
| Amerikai Egyesült Államok | 1998. február 19. | Radio airplay                                 | Original          | Maverick Warner |        |
| Egyesült Királyság        | 1998. február 13. | 12-inch vinyl CD kazetta                      | Original          | Maverick Warner |        |
| Amerikai Egyesült Államok | 1998. március 3-  | 7-inch vinyl 12-inch vinyl CD CD maxi kazetta | Original          | Maverick Warner |        |
| Különböző                 | 2021. március 12. | Digitális letöltés streaming                  | EP                | Warner          | [ 63 ] |
| Különböző                 | 2021. december 3. | Digitális letöltés streaming                  | Sickick remix     | APG Warner      | [ 64 ] |
| Olaszország               | 2022. január 24.  | Radio airplay                                 | Sickick remix     | Warner          | [ 65 ] |
| Különböző                 | 2022. március 3.  | Digitális letöltés streaming                  | Fireboy DML remix | APG Warner      | [ 66 ] |
| Különböző                 | 2022. március 31. | Digitális letöltés streaming                  | 070 Shake remix   | APG Warner      | [ 67 ] |

## Díjak és eladások
| Régió | Minősítés | Eladott példányszám |
| --- | --------- | ------------------- |
| Ausztrália (ARIA)                                                                                                  | arany     | 35 000^             |
| Ausztria (IFPI Austria)                                                                                            | arany     | 25 000*             |
| Belgium (BEA) | platina   | 50 000*             |
| Franciaország (SNEP)                                                                                               | arany     | 469,000             |
| Németország (BVMI)                                                                                                 | platina   | 500 000^            |
| Hollandia (NVPI)                                                                                                   | arany     | 50 000^             |
| Norvégia (IFPI Norway)                                                                                             | platina   |                     |
| Svédország (GLF)                                                                                                   | arany     | 15 000^             |
| Svájc(IFPI Switzerland)                                                                                            | arany     | 25 000^             |
| Egyesült Királyság (BPI)                                                                                           | platina   | 602,200             |
| Egyesült Államok (RIAA)                                                                                            | arany     | 600,000             |
| * Eladási példányszámok kizárólag a minősítés alapján. ^ Kiszállítási példányszámok kizárólag a minősítés alapján. |           |                     |